# Jan Sýkora (dirigent)
Jan Sýkora (7. října 1905 Stará Bělá – 18. března 1983) byl dirigent a vedoucí Pěveckého sdružení Kopřivnice.
Narodil se ve Staré Bělé u Ostravy 7. října 1905. Když se oženil s Emilií Hanzelkovou, dcerou obchodníka Emila Hanzelky, přesídlil do Kopřivnice. Od 30. let pracoval v kopřivnické Tatře jako metalurg.
Spolu s tchánem se Sýkora věnoval rozšiřování místních písní, stal se pomocným dirigentem v Pěveckém sdružení pod vedením místního učitele Ladislava Bučka. V průběhu druhé světové války a německé okupace, kdy byla spolková činnost zakázaná, organizoval tajné schůzky sboru. V poválečném období se spolek rozrostl i o ženský sbor a začal vystupovat také jako smíšený.
Po Bučkově odchodu do důchodu v roce 1950 převzal post hlavního dirigenta a vedoucího sdružení. V roce 1951 bylo sdružení začleněno do Závodního klubu ROH Tatra, docházelo k odlivu členů, Sýkora však vytrval v čele a vedle vedení sboru se usilovně zapojoval do kulturního dění, navazoval spolupráci s okolními soubory. V roce 1952 od něj převzala vedení ženského sboru Mariana Prochásková.
Jan Sýkora zemřel 18. března 1983.